# Thomas Thomson (botânico)
Thomas Thomson (1817 — 1878) foi um botânico escocês.